# Ujungmanik
Ujungmanik is een bestuurslaag in het regentschap Cilacap van de provincie Midden-Java, Indonesië. Ujungmanik telt 8609 inwoners (volkstelling 2010).